# BIND
BIND（Berkeley Internet Name Domain）是现今互联网上最常使用的DNS软件，使用BIND作为服务器软件的DNS服务器约占所有DNS服务器的九成。BIND现在由互联网系统协会（Internet Systems Consortium）负责开发与维护。

## 历史
20世纪80年代，柏克萊加州大學计算机系统研究小组的四个研究生Douglas B Terry、Mark Painter、David W. Riggle和周松年（Songnian Zhou）一同编写了BIND的第一个版本，并随BSD4.3发布。